# تاريخ كتاب المورمون

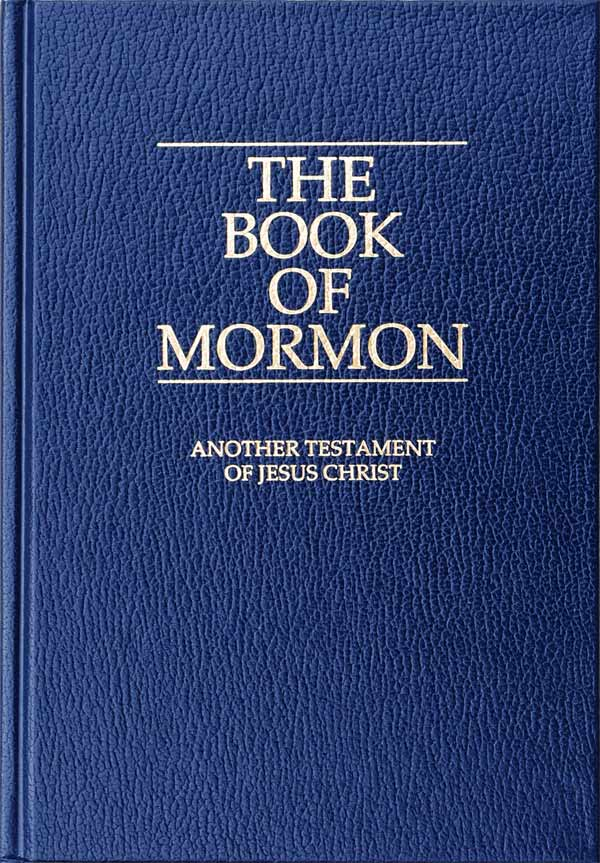
نسخة من كتاب المورمون

يعتقد العديد من أعضاء حركة القديس اليوم الأخير أن كتاب المورمون دقيق تاريخيًا، ويعطي معظم المورمون للكتاب صلة بالتاريخ الأمريكي القديم بوصفه مقالة عن عقيدتهم، وهذا الرأي لا يجد قبولًا خارج المورمنيه. في المجتمع العلمي الأوسع لا تعد المجتمعات الأثرية والتاريخية والعلمية السائدة أن الكتاب سجل قديم للأحداث التاريخية الفعلية  يهدف الكتاب إلى تقديم سرد لحضارتين شكلتهما عائلات هاجرت إلى الأمريكتين. جاءت مجموعة واحدة من العائلات من القدس في عام 600 قبل الميلاد، ثم انفصلت بعد ذلك إلى دولتين، تعرف المجموعة باسم النافيين اللامانيون. جاءت مجموعة أخرى قبل ذلك بكثير عندما أربك الله الألسنة في برج بابل وتُعرف هذه المجموعة بالجارديون، وبعد آلاف السنين جرى تدميرها كلها باستثناء اللامانيون. يعتقد قديسو اليوم الأخير أن اللامانيون من أسلاف الأمريكيين الأصليين. اقترح المدافعون عن المورمون نظريات متعددة لشرح التناقضات الواضحة مع السجلات الأثرية والجينية واللغوية وغيرها.

## آراء قديسي الأيام الأخيرة
تقوم آراء القديسين بتحرير النظرة السائدة والمقبولة على نطاق واسع بين قديسي الأيام الأخيرة، وهي أن كتاب المورمون سرد حقيقي ودقيق لهذه الحضارات الأمريكية القديمة التي يوثق تاريخها الديني، وصرح جوزيف سميث الذي يعتقد معظم القديسين في اليوم الأخير أنه ترجم العمل «لقد أخبرت الإخوة أن كتاب المورمون كان الأكثر صدقًا من أي كتاب على الأرض وأنه حجر الزاوية لدينا وأن الرجل سيقترب من الله من طريق الالتزام بمبادئه أكثر من أي كتاب آخر» وتبنى أتباع الموقف القائل بأن كتاب المورمون ربما كان من إنشاء سميث، لكنه مع ذلك كان ملهمًا إلهيًا. بين هذين الرأيين وجهة النظر التي عقدها بعض قديسي اليوم الأخير بأن كتاب المورمون هو عمل إلهي ذو طبيعة روحية مكتوب في أمريكا القديمة، ولكن الغرض منه هو تعليم المسيح، ولا ينبغي استخدامه دليلًا للتاريخ أو جيولوجيا أو علم الآثار أو الأنثروبولوجيا.

## علم الٱثار الممول من LDS
في عام 1955، بدأ توماس ستيوارت فيرجسون المحامي وقديس اليوم الأخير ومؤسس مؤسسة العالم الجديد للآثار (NWAF) بتمويل خمس سنوات من كنيسة يسوع المسيح لقديسي الأيام الأخيرة LDS في حفر في جميع أنحاء أمريكا الوسطى للحصول على دليل صحة ادعاءات كتاب مورمون. و في نشرة إخبارية صدرت عام 1961، تنبأ فيرجسون بأنه على الرغم من عدم العثور على أي شيء، سيجري العثور على كتاب مدن مورمون في غضون عشر سنوات. في عام 1972، كتب الباحث المسيحي هال هوجي إلى فيرجسون متسائلًا عن التقدم المحرز نظرًا إلى الجدول الزمني المحدد الذي سيجري العثور فيه على المدن  ردًا على طلبات هوجي العلمانية وغير العلمانية، وكتب فيرجسون في رسالة مؤرخة في 5 يونيو 1972: «مرت عشر سنوات... كنت أتمنى بصدق أن تُحدَّد مدن كتاب مورمون بنحو إيجابي. في غضون 10 سنوات، قد أثبت الوقت أنني مخطئ في ترقبي». وفي عام 1969، صرح دي غرين، زميل في NWAF: «إن مقدار ما تقوم به المؤسسة لتعزيز قضية علم آثار كتاب مورمون يعتمد على وجهة نظر المرء حوله». بعد هذه المقالة وست سنوات أخرى من البحث غير المثمر، نشر فيرغسون ورقة استنتج فيها: «أخشى أنه حتى هذه اللحظة يجب أن أتفق مع دي جرين الذي أخبرنا أنه حتى الآن لا توجد مواقع جغرافية لكتاب مورمون». بالإشارة إلى ورقته البحثية، كتب فيرجسون رسالة في عام 1976 قال فيها إن «المعنى الحقيقي للورقة هو أنه لا يمكنك تحديد جغرافية كتاب المورمون في أي مكان، لأنها خيالية، ولن تفي بالمتطلبات أبدًا من علم الآثار الترابية، ويجب أن أقول إن ما في الأرض، لن يتوافق أبدًا مع ما في الكتاب». ساهمت التحقيقات الأثرية للمشاريع التي يرعاها NWAF في توثيق وفهم مجتمعات ما قبل كولومبوس، ولا سيما في أمريكا الوسطى، حيث تُستخدم هذه الوثائق خارج كل من BUY(جامعة بريغام يونغ) وكنيسة LDS من قبل الباحثين.

## اللغويات
يوجد نقد إضافي للأصالة التاريخية لكتاب مورمون يتعلق باللغويات. وفقًا للنص، تحدث النافيون اللامانيون في البداية العبرية (600 قبل الميلاد)، وربما تحدثوا لغة سامية معدلة حتى (400 بعد الميلاد). عندما ينتهي كتاب مورمون، ذكرت طبعة كنيسة LDS لعام 1981 أن اللامانيون كانوا «الأجداد الرئيسيين للهنود الأمريكيين»، ومع ذلك توجد لغة سامية يجري التحدث بها محليًا في الأمريكيتين اليوم، ولا يوجد دليل على أن أي لغة أمريكية أصلية قد تأثرت بأي لغة سامية في أي وقت من تاريخها. يتفق علماء اللغة التاريخيون المتخصصون في لغات أمريكا الأصلية على أن لغات أمريكا الأصلية لا يمكن إثبات ارتباطها ببعضها بعضًا خلال الثمانية إلى عشرة آلاف سنة الماضية، ناهيك عن الألف الأخيرة،  ومن الحجج المضادة الشائعة أن كتاب مورمون يذكر التواصل مع الحضارات الأخرى التي ربما كان لها لغاتها غير السامية قد أثرت أو حلت محل أي لغة سامية يجري التحدث بها. يشير المدافعون إلى أن المقدمة ذكرت فقط أن الشعوب المذكورة في كتاب مورمون هم الأسلاف الأساسيون للأمريكيين الأصليين، ولم تدعِ أنهم الأسلاف الوحيدون.

## علم الوراثة وكتاب مورمون
```
يخبرنا كتاب المورمون عن شعب Jared المكون من عائلات عدة من برج بابل، الذين هاجروا إلى أمريكا من 
العالم القديم
 قبل عصر إبراهيم.مجموعة تضم عائلة ليهي الذين هاجروا إلى أمريكا من القدس نحو (600 قبل الميلاد)، ومجموعة أخرى هي أهل ملك (the people of Mulek) هاجروا إلى أمريكا من القدس بعد نحو ثماني سنوات. على الرغم من أن كتاب مورمون لا يقدم أي تأكيدات صريحة بشأن هجرة أو عدم هجرة مجموعات أخرى إلى أمريكا، فإن هناك فقرة تمهيدية أضيفت إلى طبعة عام 1981 تحدد اللامانيون على أنهم «الأجداد الرئيسيون للهنود الأمريكيين».يعد هنود أمريكا الشمالية عمومًا منحدرين من الناحية الجينية لشعوب شرق 
أوراسيا
.
[
15
]
 نشر العديد من المؤلفين أعمالًا تشير إلى أن الدراسات الحالية أنثروبولوجيا الجينية باستخدام أدلة الحمض الننوي لا تقدم دعمًا لكتاب المورمون، وحتى الآن لا توجد دراسات الحمض النووي التي تربط أي مجموعة أمريكية أصلية بغرب أوراسيا,
[
16
]
 ويدعي بعض باحثي مورمون أنه من غير الصحيح استخدام علم الوراثة لمحاولة إثبات أو دحض تاريخية كتاب مورمون، مشيرين إلى نقص جينات المصدر وعدم احتمال تتبع الحمض النووي الإسرائيلي حتى لو كان موجودًا.
```

## مؤسسسة سميثسونيان حول كتاب مورمون
تصدر مؤسسة سميثسونيان ردًا نموذجيًا على طلبات إبداء الرأي فيما يتعلق بكتاب مورمون بوصفه دليلًا أثريًا أو علميًا. قبل عام 1998، نفى البيان أي دليل على وجود اتصال ما قبل كولومبوس بين العالمين القديم والجديد «بالتأكيد لم يكن هناك اتصال مع المصريين القدامى أو العبرانين أو شعوب أخرى من غرب ٱسيا أو الشرق الأدنى». في عام 1998، بدأ سميثسونيان بإصدار رسالة أقصر دون الرد التفصيلي الموجود في الرسالة الأولى، وقصر تعليقه على إنكار أي استخدام لكتاب مورمون بوصفه دليلًا أثريًا من قبل المؤسسة.